# Leylestān
Leylestān (persiska: ليلستان) är en ort i Iran.   Den ligger i provinsen Alborz, i den norra delen av landet, 50 km nordväst om huvudstaden Teheran. Leylestān ligger 2 114 meter över havet och antalet invånare är 284.
Terrängen runt Leylestān är huvudsakligen bergig, men den allra närmaste omgivningen är kuperad. Leylestān ligger nere i en dal.Runt Leylestān är det mycket tätbefolkat, med 1 056 invånare per kvadratkilometer. Närmaste större samhälle är Āsārā, 7,0 km sydost om Leylestān. Trakten runt Leylestān består i huvudsak av gräsmarker.